# You Don't Own Me
You Don't Own Me är en poplåt skriven av John Madara och David White. Den spelades in och lanserades av Lesley Gore som singel i december 1963 på skivbolaget Mercury Records. I USA blev låten hennes näst största hit efter "It's My Party" med en andraplats på Billboardlistan, blockerad från förstaplatsen av The Beatles "I Want to Hold Your Hand". Låten blev även en stor hit i Sverige 1964 där den nådde både Tio i topp-listan och Kvällstoppen. Den listnoterades däremot inte i Storbritannien. Låtens kvinnliga självständighetsbudskap har senare beskrivits inspirera andra vågens feminism.
Låten har även spelats in av artister som Dusty Springfield på hennes debutalbum A Girl Called Dusty, Joan Jett på albumet Bad Reputation och The Blow Monkeys. Lesley Gores inspelning tilldelades Grammy Hall of Fame Award 2015.

## Listplaceringar
- Billboard Hot 100, USA: #2[3]
- Kvällstoppen, Sverige: #9[4]

- Tio i topp, Sverige: #4[5]